# Альтепост, Луц
Луц Альтепост (нем. Lutz Altepost; 6 октября 1981, Эмсдеттен) — немецкий гребец-байдарочник, выступал за сборную Германии на всём протяжении 2000-х годов. Бронзовый призёр летних Олимпийских игр в Пекине, двукратный чемпион мира, серебряный и бронзовый призёр чемпионатов Европы, многократный победитель и призёр первенств национального значения.

## Биография
Луц Альтепост родился 6 октября 1981 года в городе Эмсдеттене. Активно заниматься греблей начал с раннего детства, проходил подготовку в Эссене, состоял в местном одноимённом каноэ-клубе.
Впервые заявил о себе в сезоне 1999 года, выиграв две золотые медали на юниорском чемпионате мира в Хорватии — в четвёрках на пятистах и тысяче метрах. В 2002 году дебютировал на взрослом мировом первенстве в испанской Севилье, тем не менее, занял здесь лишь шестнадцатое место.
Первого серьёзного успеха на взрослом международном уровне добился в 2003 году, когда попал в основной состав немецкой национальной сборной и побывал на чемпионате мира в американском Гейнсвилле, откуда привёз награду бронзового достоинства, выигранную в зачёте одиночных байдарок на дистанции 500 метров — в финале уступил австралийцу Натану Баггали и испанцу Карлосу Пересу. Благодаря череде удачных выступлений удостоился права защищать честь страны на летних Олимпийских играх 2004 года в Афинах, стартовал в одиночках на пятистах метрах, сумел дойти до финальной стадии, однако в решающем заезде финишировал только шестым, немного не дотянув до призовых позиций.
После афинской Олимпиады Альтепост остался в основном составе гребной команды Германии и продолжил принимать участие в крупнейших международных регатах. Так, в 2005 году он выиграл серебряную медаль на чемпионате Европы в польской Познани, в полукилометровой одиночной программе, а также серебряную и золотую медали на чемпионате мира в хорватском Загребе, в одиночках на пятистах метрах и в четвёрках на тысяче метрах соответственно. Год спустя добавил в послужной список две бронзовые награды, полученные на европейском первенстве в чешском Рачице, в полукилометровой гонке одиночек и километровой гонке четвёрок, и взял бронзу на мировом первенстве в венгерском Сегеде, в полукилометровом одиночном зачёте. На домашнем чемпионате мира 2007 года в Дуйсбурге вновь был лучшим среди байдарок-четвёрок на дистанции 1000 метров.
В 2008 году в четвёрках на тысяче метрах Луц Альтепост стал серебряным призёром чемпионата Европы в Милане и, будучи одним из лидеров немецкой национальной сборной, благополучно прошёл квалификацию на Олимпийские игры в Пекине. В составе четырёхместного экипажа, куда также вошли гребцы Норман Брёкль, Торстен Экбретт и Бьёрн Гольдшмидт, занял в километровой программе третье место и завоевал тем самым бронзовую олимпийскую медаль — лучше него финишировали только экипажи из Белоруссии и Словакии. Вскоре по окончании этих соревнований принял решение завершить карьеру профессионального спортсмена, уступив место в сборной молодым немецким гребцам.
Начиная с 2010 года работает тренером по гребле на байдарках и каноэ в одном из спортивных клубов Потсдама.